# Marumba formosana
Marumba formosana är en fjärilsart som beskrevs av Matsumura 1927. Marumba formosana ingår i släktet Marumba och familjen svärmare. Inga underarter finns listade i Catalogue of Life.